# Trialeurodes lauri
Trialeurodes lauri, vrsta kukca polukrilca (Hemiptera) iz porodice Aleyrodidae ili štitastih moljaca. Rasprostranjen je na području Grčke i Hrvatske. Uz njih se spominju i Australija; Paleoarktička zona: Belgija, Cipar, Francuska [Zadradnik 1963: 232], Grčka [Signoret, 1882: 48], Iran, Izrael, Italija, Luksemburg, Švicarska, Turska, Jugoslavija [Takahashi, 1940: 148-149], Izrael [NHM,London], Rusija [Zadradnik 1963: 232].